# Печени картофи
Печените картофи са един от най-широко разпространените начини да се приготвят картофи, чрез термична обработка, което с годините се е превърнало в едно от най-популярните и обичани ястия, добило широка популярност още от времето когато това кореноплодно е пренесено на Старият континент.
Приготвя се от картофи, които могат да бъдат приготвени самостоятелно, само с добавяне на мазнина (свинска мас, масло, олио и др.), могат да се добавят още различни зеленчуци, сметана, при печенето може да се добави бекон, различни колбаси и др.
Освен като основно ястие, печените картофи са предпочитана и подходяща гарнитура към много ястия.